# ナーンデード
ナーンデード（マラーティー語: नांदेड、英語: Nanded）は、インドのマハーラーシュトラ州の都市である。人口は430,733人（2001年）、マハーラーシュトラ州マラートワーダー（मराठवाडा）地方において第2位である。ナーンデードはナーンデード県の県都である。ナーンデードはシク教徒を信仰する人々にとって重要な聖地のひとつである。